# The Dinosaurs
The Dinosaurs,  formé en 1982, est un groupe de rock de la région de la baie de San Francisco.

## Historique
The Dinosaurs a été formé en 1982 par le guitariste Barry Melton (de Country Joe and the Fish), le bassiste Peter Albin (de Big Brother and the Holding Company) et le batteur Spencer Dryden (de Jefferson Airplane et Moby Grape). Le guitariste John Cipollina de Quicksilver Messenger Service a demandé à se joindre au groupe. Leur intention était de se regrouper pour jouer en s'amusant.
Le 5 juillet 1982, The Dinosaurs donne son premier concert au "Marin County Fair" à San Rafael, avec comme invités le batteur Mickey Hart de Grateful Dead, le guitariste Peter Walsh et le saxophoniste Bean Balanka. Melton s'accorde avec Dryden pour s'appeler les Dinosaures, vu le casting soixante-huitard du groupe.
 Robert Hunter de Grateful Dead, a rejoint le groupe le 13 aout 1982 lors du  concert au Old Waldorfde San Francisco et est devenu un membre du groupe.
En 1984, Robert Hunter quitte le groupe et Merl Saunders rejoint la formation. The Dinosaurs ont continué à jouer par intermittence dans les années 80. Papa John Creach de Hot Tuna, a rejoint le groupe en 1990. Ils ont exécuté leur dernière exposition en tant que The Dinosaurs en 1996.
De nombreux artistes ont joué avec The Dinosaurs; Michael Wilhelm, Nicky Hopkins, David Getz, Sam Andrew, David Nelson (de New Riders of the Purple Sage), Country Joe McDonald, Matthew Kelly (de Kingfish), Norton Buffalo, David Bennett Cohen, Kathi McDonald, Charlie Musselwhite, David LaFlamme (de It's A Beautiful Day), James Gurley et Jerry Miller (de Moby Grape) ont également joué avec ce groupe.
Le dernier concert du groupe a eu lieu le 14 mai 1988à San Francisco. Ce concert est le dernier de John Cipollina qui devait décéder prématurément à l'âge de 45 ans le 29 mai 1989 d'une crise cardiaque (provoquée par un emphysème pulmonaire).

## Discographie
- Dinosaurs · 1988
- Friends of Extinction · 2005